# Црногорска волухарица
Црногорска волухарица или балканска краткоуха волухарица (лат. Microtus thomasi) је сисар из реда глодара и породице хрчкова (лат. Cricetidae).

## Распрострањење
Врста је присутна у Албанији, Босни и Херцеговини, Грчкој и Црној Гори.

## Станиште
Црногорска волухарица има станиште на копну.

## Угроженост
Ова врста није угрожена, и наведена је као последња брига јер има широко распрострањење.

### Популациони тренд
Популација ове врсте је стабилна, судећи по доступним подацима.